# Maximilian Mutzke
Maximilian Mutzke é um cantor alemão. Maximilian Mutzke foi o representante da Alemanha no Festival Eurovisão da Canção 2004, com a música Can't Wait Until Tonight.